# Notes africaines
Notes africaines – sous-titré « bulletin d'information et de correspondance de l'Institut français d'Afrique noire » – est un périodique français créé à Dakar en janvier 1939 par Théodore Monod, qui vient de prendre la direction de l'IFAN. 

## Histoire
Créé le 10 décembre 1915 par le gouverneur général Clozel pour coordonner les recherches et les publications sur l’Afrique-Occidentale française (AOF), un Comité d’études historiques et scientifiques de l’AOF (CEHSAOF) éditait déjà annuaires et mémoires. À partir de 1918 ces travaux paraissent régulièrement dans le Bulletin du Comité d’études historiques et scientifiques de l’AOF (BCEHSAOF). Le 1er janvier 1939, deux publications séparées sont créées, le Bulletin de l'IFAN et Notes africaines.
Théodore Monod dirige Notes africaines de 1939 à 1964, lorsque Vincent Monteil lui succède. 
Sa périodicité est irrégulière. Le dernier numéro (no 195) paraît en juin 1998.

## Ligne éditoriale
Ronéotypé, illustré et largement distribué, Notes africaines propose des articles plus courts, plus informels que le Bulletin de l'IFAN. Faisant appel à la collaboration bénévole de chercheurs dispersés sur tout le territoire de l'AOF, le périodique n'hésite pas à interpeller ses lecteurs, posant des questions, faisant des suggestions, donnant des conseils.